# Old Allangrange House

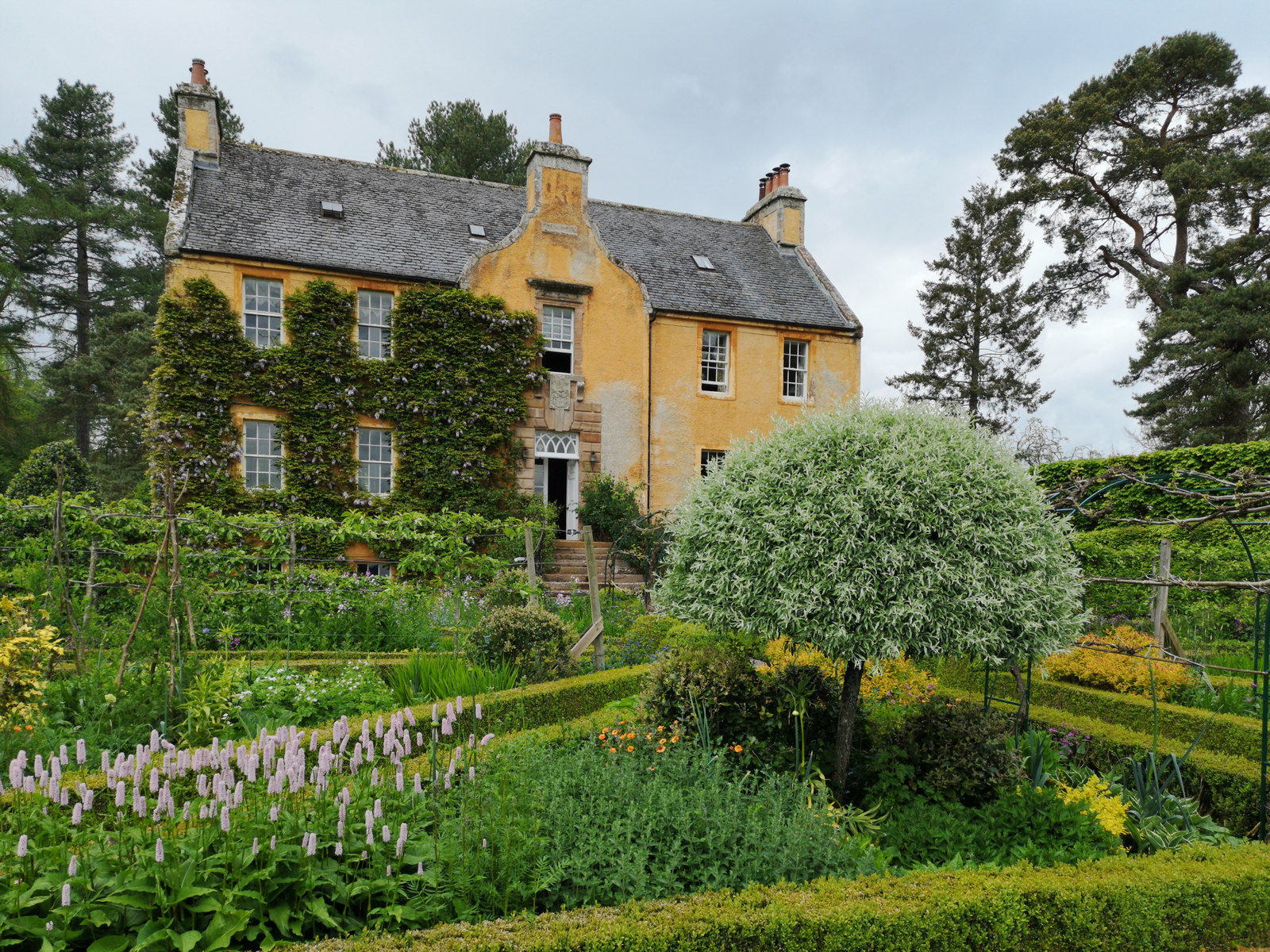
Old Allangrange House

Old Allangrange House ist ein Herrenhaus nahe der Ortschaft Munlochy in der schottischen Council Area Highland. 1971 wurde das Bauwerk in die schottischen Denkmallisten in der höchsten Denkmalkategorie A aufgenommen.

## Geschichte
Old Allangrange House datiert aus dem Jahr 1760. Bauherren waren vermutlich Mitglieder des Clans Fraser, wie aus einer verwitterten Inschrift am rechten Giebelfuß hervorgeht. Auf den Karten der Ordnance Survey aus den Jahren 1868 und 1901 ist das Herrenhaus mit flankierenden geschwungenen Flügeln dargestellt. Diese wurden im frühen 20. Jahrhundert abgebrochen. 1908 war mit dem nebenliegenden Allangrange House das Nachfolgebauwerk des alten Herrenhauses fertiggestellt.

## Beschreibung

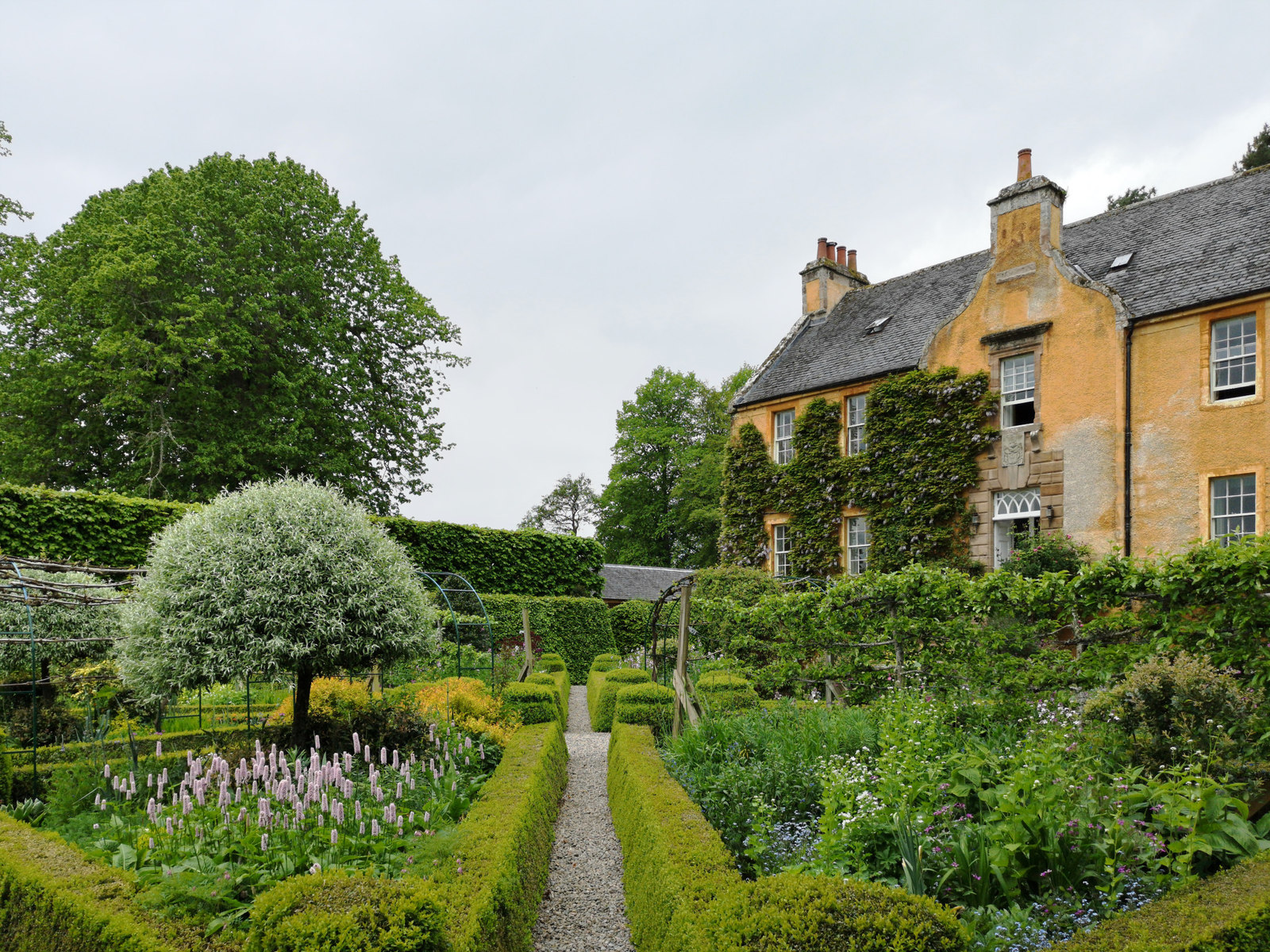
Blick aus den Gärten

Old Allangrange House steht isoliert rund zwei Kilometer südöstlich des Weilers Tore und drei Kilometer südwestlich von Munlochy auf der Halbinsel Black Isle. Die nordwestexponierte Hauptfassade des zweigeschossigen Herrenhauses mit Tiefparterre ist fünf Achsen weit. Das hölzerne Hauptportal mit ornamentiertem Kämpferfenster und stilisiertem Schlussstein mit eingelegter Wappenplatte im Hochparterre des leicht hervortretenden Mittelrisalits ist über eine kurze Freitreppe zugänglich. Während die übrigen Fassaden von Old Allangrange House mit Harl verputzt sind, tritt am Risalit das Bossenwerk aus grob behauenem Bruchstein als Sichtmauerwerk hervor. Das darüberliegende Fenster ist mit Natursteinfasche und schlichtem Gesims ausgeführt. Der Risalit läuft in einem geschweiften Giebel mit giebelständigem Kamin aus. Die rückwärtige Fassade ist ebenfalls symmetrisch aufgebaut, obschon verschiedene Fensteröffnungen zwischenzeitlich mit Mauerwerk verschlossen wurden. Im Tiefparterre sind sechsteilige Sprossenfenster eingesetzt, während die übrigen Fenster größer und zwölfteilig ausgeführt sind. Das Satteldach mit wuchtigen giebelständigen Kaminen ist mit Schiefer eingedeckt.